# Sonata per a violoncel sol núm. 1 (Weinberg)
La Sonata per a violoncel sol núm. 1, op. 72, va ser composta per Mieczysław Weinberg el 1960 i la va dedicar a Mstislav Rostropóvitx, que en va fer l’estrena el 15 de desembre de 1960 a la sala petita del Conservatori de Moscou. Té una durada d'uns 12 minuts.

## Origen i context
És la primera composició europea per a violoncel sol que va veure la llum després de la Segona Guerra Mundial.

## Moviments
1. Adagio
2. Allegretto
3. Allegro

L’obra comença amb un Adagio de to majestuós i solemne que desplega un to marcadament èpic. Els compassos inicials, d’un caràcter intimista, evoquen el Lento de la Sonata op. 21. Progressivament, la intensitat augmenta fins a culminar en una cadena de minicadències, algunes de les quals incorporen motius que remeten clarament al Concert per a violí op. 77 de Xostakóvitx. Quan tornen, aquests passatges adquireixen un to molt més contingut i serè.
El segueix un Allegretto que trenca de manera contundent amb el to anterior i evoca melodies tradicionals. Un ländler d’aire burleta, fins i tot grotesc per moments, amb un aire camperol, estructurat en ritme de minuet i farcit de girs modals que remeten a l’univers de Mahler.
Finalment, un Finale intens i vibrant en forma d'Allegro, marcat per motius jueus tant melòdics com rítmics, clou la peça amb força i lluentor. Pot entendre’s com una rèplica íntima de Weinberg al Quartet núm. 7, op. 108 de Xostakóvitx —composició coetània i homenatge a Nina. Amb un caràcter enigmàtic, aquesta darrera secció insinua un diàleg de tipus fuga que resta en estat latent, sense desplegar-se del tot.